# نساء من أجل الإقلاع عن الكحول
نساء من أجل الإقلاع عن الكحول هي مجموعة علمانية غير ربحية تهدف لعلاج الإدمان عند النساء اللواتي تعانين من مشاكل إدمانية. أًنشئت هذه المجموعة من قبل عالم الاجتماع جان كيركباتريك في عام 1976، باعتبارها بديلاً لمجموعات برنامج الإدمان المؤلف من 12 خطوة مثل مدمني الكحول المجهولين. تشكلت أكثر من 200 مجموعة تابعة لنساء من أجل الإقلاع عن الكحول في جميع أنحاء العالم وذلك بدءاً من عام 1998. كان يُسمح للنساء فقط بحضور اجتماعات المنظمة التي ركزت بشكل خاص على قضايا المرأة. لا تعتبر نساء من أجل الإقلاع عن الكحول منظمة نسوية راديكالية أو منظمة معادية للذكور ولا تعمل ضد مجموعة مدمني الكحول المجهولين.

## لمحة تاريخية
استمر جان كيركباتريك بحضور اجتماعات مدمني الكحول المجهولين لمدة ثلاث سنوات، إلا أنه لم يتمكن من الإقلاع عن الكحول. مكنت أساليب ما يُعرف الآن ببرنامج «الحياة الجديدة» لمنظمة نساء من أجل الإقلاع عن الكحول كيركباتريك من ترك الشرب، فقد اكتشف عن طريق التجربة ومن خلال الوقوع في الكثير من الأخطاء أساليب برنامج الحياة الجديدة التي تستند إلى حد كبير إلى كتابات رالف والدو إيمرسون (لاسيما مقالته، الاعتماد على الذات)، وحركة الوحدة للفكر الجديد، إلى جانب تجربة كيركباتريك الشخصية، وإلمامه بعلم الاجتماع وخبرته التي اكتسبها من مدمني الكحول المجهولين.
شجعت منظمة نساء من أجل الإقلاع عن الكحول على المشاركة المفتوحة والمضيفة، وركزت على تحسين احترام الذات والحد من الشعور بالذنب بدلاً من الاعتراف بالعجز، في الوقت الذي أكد برنامج كيركباتريك على الروحانية باعتبارها «الهدف الأساسي للحياة»، واعتبر أن الحل لإدمان الكحول موجود في ذهن الأنثى الكحولية، ولا يحتاج طاقة أعلى. يشجع برنامج كيرباتريك كما تفعل منظمة مدمني الكحول المجهولين، على الامتناع الكامل عن تعاطي الكحول، بدلاً من محاولة الحد من ضرره.

## البرنامج
يُبنى البرنامج على التأكيدات الثلاثة عشر التي تشجع الأعضاء على تغيير صورتهم الذاتية ورؤيتهم الكونية. تتجنب عضوات منظمة نساء من أجل الإقلاع عن الكحول وصف أنفسهن بأنهم مدمنات أو كحوليات، وتشرن إلى أنفسهن بدلاً من ذلك بأنهن نساء ذوات كفاءة في بداية كل اجتماع. تعتبر هذه الأفكار من الناحية الفلسفية أفكاراً قريبة من الحداثة التي تؤكد على ضبط النفس والعقلانية. ورد في أدبيات مؤتمر المرأة العالمي أن المشكلة الأساسية لدى الإناث المدمنات على الكحول هو تدني احترام الذات لديهن، وهو شرط يتعزز ثقافياً لدى النساء أكثر منه لدى الرجال، مما يستدعي علاجاً نوعياً مختلفاً لتلك النسوة.
تركز العضوات في منظمة نساء من أجل الإقلاع عن الكحول على المسؤولية بدلاً من العجز، وعلى احترام الذات عوضاً عن الإذلال وعلى التفكير بدل الاستسلام. وتشجع كل من منظمتي نساء من أجل الإقلاع عن الكحول ومدمنو الكحول المجهولون على التأمل والروحانية، على الرغم من اعتقاد كليهما بأن الإقلاع عن الكحول لا يحتاج إلى طاقة أكبر. تشجع أيضاً نساء من أجل الإقلاع عن الكحول على التفكير الإيجابي والتخلص من التفكير السلبي بهدف زيادة احترام الذات الذي تُعتبر السلبية إحدى أسباب انخفاضه.
يتسبب «التفكير الخاطئ» في لغة المنظمة في سلوك مدمر، وبالتالي تعلم منظمة نساء من أجل الإقلاع عن الكحول عضواتها أن لديهن القدرة على تغيير تفكيرهن مما سيؤدي بدوره إلى تغير أفعالهن، وبهذا يكون نهج المنظمة شبيهاً بالعلاج السلوكي المعرفي. تُشجع المنظمة القادمات الجديدات على الاعتزاز بإنجازاتهن بغض النظر عن حجم هذه الإنجازات، أي حتى لو أنها مجرد ساعة في طريق الإقلاع عن الكحول، وفي نفس الوقت تتعلم العضوات الحذر من الأفكار السلبية عند بداية ظهورها. يوجد عناصر تابعة لنظرية العلاقة الذاتية التطبيقية (النظرية التي تنص على أن إحساس المرأة بوجودها وقيمتها مرتبط بمدى قوة علاقتها مع الآخرين)، لذلك تشجع نساء من أجل الإقلاع عن الكحول النساء على بناء علاقات صحية جديدة ضمن وخارج اجتماعات المنظمة.

### التأكيدات
تعبر التأكيدات الثلاثة عشر عن ستة مستويات من النمو، تتقبل فيها العضوات الطبيعة الجسدية للإدمان الكحولي (التأكيد الأول)، وتعملن على التخلص من السلبية (التأكيد الثاني والرابع والتاسع)، ويتعلمن التفكير بطريقة أفضل فيما يتعلق بذواتهن (التأكيد الخامس والثاني عشر)، وتغيير سلوكهن (التأكيد الثالث والسادس والحادي عشر)، وتحسين علاقاتهن (التأكيد السابع والعاشر)، وتغيير أوليات حياتهن (التأكيد الثامن والثالث عشر).
1. أمتلك مشكلة كانت تهدد حياتي في يوم من الأيام.
2. لا تدمر الأفكار السلبية سواي.
3. السعادة هي عادة أعمل على تطويرها.
4. تزعجني المشاكل إلى الحد الذي أسمح به.
5. أنا ما أعتقد.
6. يمكن للحياة أن تكون إما عادية أو رائعة.
7. يمكن للحب تغيير مسار عالمي.
8. إن الهدف الأساسي للحياة هو النمو العاطفي والروحي.
9. لقد ذهب الماضي إلى الأبد.
10. كل الحب الذي تمنحه يعود إليك.
11. الحماسة هي عبارة تمريني اليومي.
12. أنا امرأة كفؤة، ولدي الكثير لأقدمه في هذه الحياة.
13. أنا مسؤولة عن نفسي وعن أفعالي.

تغير كل من التأكيد الأول والثاني والعاشر والثاني عشر والثالث عشر في إحدى المراحل خلال التسعينيات، إذ ظهرت على التوالي كما يلي: لدي مشكلة في الشرب كانت ذات مرة تستحوذ علي، لا تدمر العواطف السلبية سوى ذاتي، كل الحب الذي تمنحه يعود إليك مرتين، أنا امرأة كفؤة، ولدي الكثير لأقدمه للآخرين، أنا مسؤولة عن نفسي وعن أخواتي. أعيدت مراجعة التأكيد الثالث والرابع والثاني عشر في عام 2017 بحسب مجلس إدارة نساء من أجل الإقلاع عن الكحول، وظهرت على النحو التالي بعد تعديلها في التسعينيات على التوالي كما يلي: السعادة هي عبارة عن عادة سأطورها، تزعجني المشاكل فقط للدرجة التي أسمح لهم بها، أنا امرأة كفؤة، وأملك الكثير لأقدمه للحياة.

### الاجتماعات
تُعقد الاجتماعات بحضور ما يتراوح بين اثنتين من العضوات إلى عشرين عضوة، بينما يتراوح العدد في المجموعة المثالية بين ست إلى عشر نساء. تكون الغرفة مرتبة بحيث تجلس النساء جميعهن في دائرة. يُفتتح الاجتماع بقراءة التأكيدات الثلاثة عشر والهدف من منظمة نساء من أجل الإقلاع عن الكحول، ثم يتبع الافتتاح مناقشة بين العضوات حول أحد مواضيع أدبيات المنظمة. (على سبيل المثال: التقبل أو الضغط النفسي أو الإجهاد أو الإكراه أو أحد التأكيدات الثلاثة عشر). تبدأ العضوات الجزء الثاني من الاجتماع بعد استراحة تتراوح مدتها بين خمس إلى عشر دقائق.
تناقش العضوات خلال الجزء الثاني ما حدث في الأسبوع السابق، وتُعطى كل عضوة فرصة للتحدث ويجري تشجيعها على ذكر حدث أو سلوك إيجابي واحد على الأقل. يُطلب من العضوات الحفاظ على مشاركة إيجابية فلا يستخدمون كلمات مثل السكر والسكارى، بل يسمونها تجارب الشرب السابقة، ويُسمح لهن أيضاً بالكلام التبادلي والاستجابة المباشرة للمتكلم. تُمسك العضوات بأيدي بعضهن في ختام الاجتماع ويقرأن شعار المنظمة «نحن قادرات وكفؤات ومهتمات ومتعاطفات ومستعدات دائماً لمساعدة شخص آخر، ومترابطون معاً من أجل التغلب على إدماننا».
تُوزع أرقام هواف العضوات ويُسمح لهن بالاتصال ببعضهن البعض على مدار الأسبوع، وفي حال دخلت إحداهن المستشفى أو عادت للشرب، تتصل بها العضوات الأخريات ويقدمن دعمهن لها.

## المشرفون
يدير الاجتماعات مشرفون ممن أقلعوا عن الشرب لمدة سنة متواصلة على الأقل، كما يجب أن يكونوا على دراية ببرنامج منظمة نساء من أجل الإقلاع عن الكحول، وأن يكونوا حاصلين على شهادة من مقر المنظمة الواقع في كويكرتاون في بنسلفانيا.